# Chinese steenpatrijs
De Chinese steenpatrijs (Alectoris magna) is een vogel uit de familie fazantachtigen (Phasianidae). De wetenschappelijke naam van de soort is voor het eerst geldig gepubliceerd in 1876 door Przewalski.

## Voorkomen
De soort is endemisch in het midden-noorden van China en telt twee ondersoorten:
- A. m. magna: noordelijk en noordoostelijk Qinghai.
- A. m. lanzhouensis: Lanzhou-vallei en centraal Gansu.

## Beschermingsstatus
Op de Rode Lijst van de IUCN heeft de soort de status niet bedreigd.